# Русинська мова на Пряшівщині

«Русиньскый язык на Словеньску (короткый нарис історії і сучасности)», Анна Плішкова, 2008 р.

Див. також статті Українська мова на Пряшівщині, Пряшівщина.
Русинська (лемківсько-пряшівська, шарисько-пряшівська) мова на Пряшівщині, у Словаччині — кодифікований варіант русинської мови у Північно-східній Словаччині.
Сучасне використання кодифікованих діалектів (лемківської мови у Польщі, русинської мови на Пряшівщині, намагання використовувати русинську мову на Закарпатті) замість літературної української пояснюється як політичними чинниками (відсутність культурних зв'язків з Україною, відсутність державної політики України щодо українсько-русинського населення Польщі, Словаччини, Румунії, відповідна державна політика інших країн, направлена на послаблення українського етносу), так і відродженням старої політичної ідеї початку XX ст. про існування русинів як окремого від українців народу — після того, як населення Східної Галичини у 30-х р.р. XX ст. змінило етнонім «русин» на «українець», русинами й далі називало себе лише населення окраїнних українських територій, які згодом не увійшли до української держави.

## Загальний огляд
Русинами ідентифікує себе дві третини русинсько-українського населення Словаччини, українцями — третина (серед найвідоміших їхніх представників — Павло Богдан і Іван Лаба), рідною мовою русинську називають 24 тис. осіб, українську — 11 тис. осіб. Організація «Русинська оброда» ставить на меті досягнути позначки 100 тис. осіб, які записали б себе русинами під час перепису населення у Словаччині у 2011 р.
Одним з поглядів щодо причин відродження «неорусинського» руху на Пряшівщині є такий:
|  | «Чому русинський рух зробився «модним»? Перша причина історична – в диспропорції між реальністю й назвою. Люди, які тут увесь час називали себе русинами, підсвідомо знайшли себе в заснованому русинському русі. Ці люди не уявляють політичного виміру русинського руху й ним не цікавляться. Друга – Україна є на Сході, де недалечко починається Азія, з якою не хочеться мати нічого спільного. Саме через орієнтацію на Захід ніхто не хоче України відвідувати, нею цікавитись. Україна для них непрестижна. Сила русинського руху слабшатиме чи зростатиме пропорційно до позицій України у світі, в європейському контексті. Після ІІ Світової війни в цьому регіоні бути німцем не було престижно, й мало хто визнавав своє німецьке походження, а з 1989 року, коли Німеччина роздавала громадянство своїм краянам, усі відразу стали німцями. Ще: українська репрезентація на Словаччині трохи застаріла. Громада не дає для молодої людини відповіді на логічне запитання: навіщо мені бути українцем? Що стосується словацьких властей, то вони до цього питання ставляться байдуже. Вони в тім особливо не розбираються й працюють із тими, хто до них приходить по гроші. Водночас ніхто не забороняє знайти дофінансування в єврофондах». Олесь Мушинка, етнолог з Пряшева |

У Закарпатті з загальної кількості населення 1,255 млн осіб (українців — 1,010 млн осіб), русинами продовжують називати себе 10,1 тис. осіб.
Серед чотирьох «русинських» мікромов три — бачвансько-русинська (бачвансько-сримська, паннонська), русинська на Пряшівщині (лемківсько-пряшівська, шарисько-пряшівська) та лемківська у Польщі (лемківсько-горлицька) — є кодифікованими у 90-х р.р. XX ст., а «підкарпаторусинська» (русинська на Закарпатті) не є кодифікованою і являє собою масив українських говорів — середньозакарпатського, лемківського, бойківського (верховинський діалект) та гуцульського).

## Кодифікація
Русинська мова на Пряшівщині у Словаччині була кодифікована 27 січня 1995 р. на основі карпатських говірок української мови, що побутують у нині словацькому Земпліні (за книгою В. Ябура та Ю. Панька «Правила русиньского правопису», Пряшів, 1994 р.). На думку кодифікаторів, ці говірки є перехідними до лемківського (на заході) та до середньозакарпатського (на сході) діалектів. 1 вересня 2005 р. кодифікований правопис було доповнено і частково змінено (що відображено у книзі В. Ябура та А. Плішкової «Русинська мова у дзеркалі нових правил для початкових і середніх шкіл з навчанням русинською мовою» (русин. «Русиньскый язык в зеркалї новых правил про основны і середнї школы з навчанём русиньского языка»), 2005 р.).
Русинська мова на Пряшівщині записується не лише кириличним алфавітом, але і латинкою (зокрема в альманасі «Gregokatolîc´kyj rusîňskyj kalendar´» та газеті «Časopîs Obščestva sv. Joana Krestîteľa — Artos»).

## Алфавіт
| А а | Б б | В в | Г г | Ґ ґ | Д д | Е е | Є є | Ё ё | Ж ж |
| З з | І і | Ї ї | И и | Ы ы | Й й | К к | Л л | М м | Н н |
| О о | П п | Р р | С с | Т т | У у | Ф ф | Х х | Ц ц | Ч ч |
| Ш ш | Щ щ | Ю ю | Я я | ь   | ъ   |     |     |     |     |

| Фонологічні риси кодифікованого на Пряшівщині варіанту (за В. Ябуром) |
| - збереження давньої фонеми [ы]: бык, звык, хыжа, рукы; - заміна старих єрів (ь, ъ) у сполуках -трът, -тлът-, трьт-, -тльт- на [ы] : блыха, гырміти, дрыва, кыршити; - збереження м'якого [р'] наприкінці багатьох слів: дротарь, колесарь, коминарь, писарь; - наявність лише м'яких приголосних [ч', дж', щ']: [ч']істо, [ч']ітати, ме[дж']а, пі[щ']ати; - звуження [о, е] до [о̂, е̂] перед м'якими приголосними та в деяких інших позиціях: ко̂ні, во̂жу, в не̂бі, на бе̂ре̂зї; - "центральноєвропейська" вимова нем'якого приголосного [л] та низка інших рис. |

Для багатьох говірок українського Закарпаття також характерні всі вищезазначені риси.
На письмі у русинській мові Пряшівщини від 1995 р. вживаються літери ё (ёго дївка «його донька»), ґ (в авґустї «у серпні», ґраматіка «граматика»), ї (як на місці літературного українського ї — україньскы «український», так і для позначення і, що пом'якшує попередню приголосну бісїдує «бесідує, говорить, розмовляє»), від 2005 р. також ъ як розділовий знак. Норми вживання цих літер значною мірою успадковані з желехівки 19 століття.
Досі різні видання вживають трохи відмінну орфографію (наприклад, доктор / дохтор, нёго / нього, чоловікови / чоловікові).

## Використання
Русинською мовою Пряшівщини регулярно виходять підручники русинської мови («Русиньскый язык про 9. класу ОШ із навчанём русиньского языка» Яна Гриба, «Русиньскый язык про 1., 2., 3., 4. класу СШ із навчанём русиньского языка» Василя Ябура та Анни Плішкової), вийшов збірник правил правопису «Русиньскый язык у зеркалі новых правил про ОШ і СШ з навчанём русиньского языка» Василя Ябура та Анни Плішкової). У 1994 р. вийшов друком «Орфоґрафічный словник русиньского языка» (видавець «Русиньска оброда», Пряшів), у 2007 р. — «Ґраматічный і правописный словник» (видавці часопис «Русин» і «Народны новинкы», Пряшів).
Греко-католицьким священником зі Словаччини Франтішком Крайняком кирилицею та латинкою було видано у 1992 р. у Пряшеві «Малый ґрекокатолицькый катехізм про русиньскы діти», у 1999 р. у Меджилабірцях «Євангелія на неділі і свята цілого року» та у 2003 р. у Меджилабірцях «Євангеліє од св. Йоана».
Русинською мовою Пряшівщини (різною орфографією) видаються такі часописи: тижневик «Народны новинкы», культурно-християнський часопис «Русин», двотижневик «InfoРусин», «Časopîs Obščestva sv. Joana Krestîteľa — Artos», «Русиньскый народный календар», «Русиньскый літературный алманах» і «Gregokatolîc´kyj rusîňskyj kalendar´»/ «Ґрекокатольцькый русиньскый календарь»., ведуться програми радіостанції «Патрія».

Словацькі лінгвісти Анна Плішкова, Василь Ябур та Кветослава Копорова публікують підручники та нормативні довідники з пряшівського діалекту русинської мови. Їхні погляди на граматику та правопис відрізняються від нормативів Гарайди, який підтримує редактор русинської Вікіпедії Ігор Керча.